# Wanhatti
Wanhatti este un oraș din districtul Marowijne, Surinam, aflat pe malul râului Cottica.